# Antonio Villella
Antonio Villella, detto Sgaibarre (Civitavecchia, 8 aprile 1976), è un fantino italiano.

## Carriera al Palio di Siena

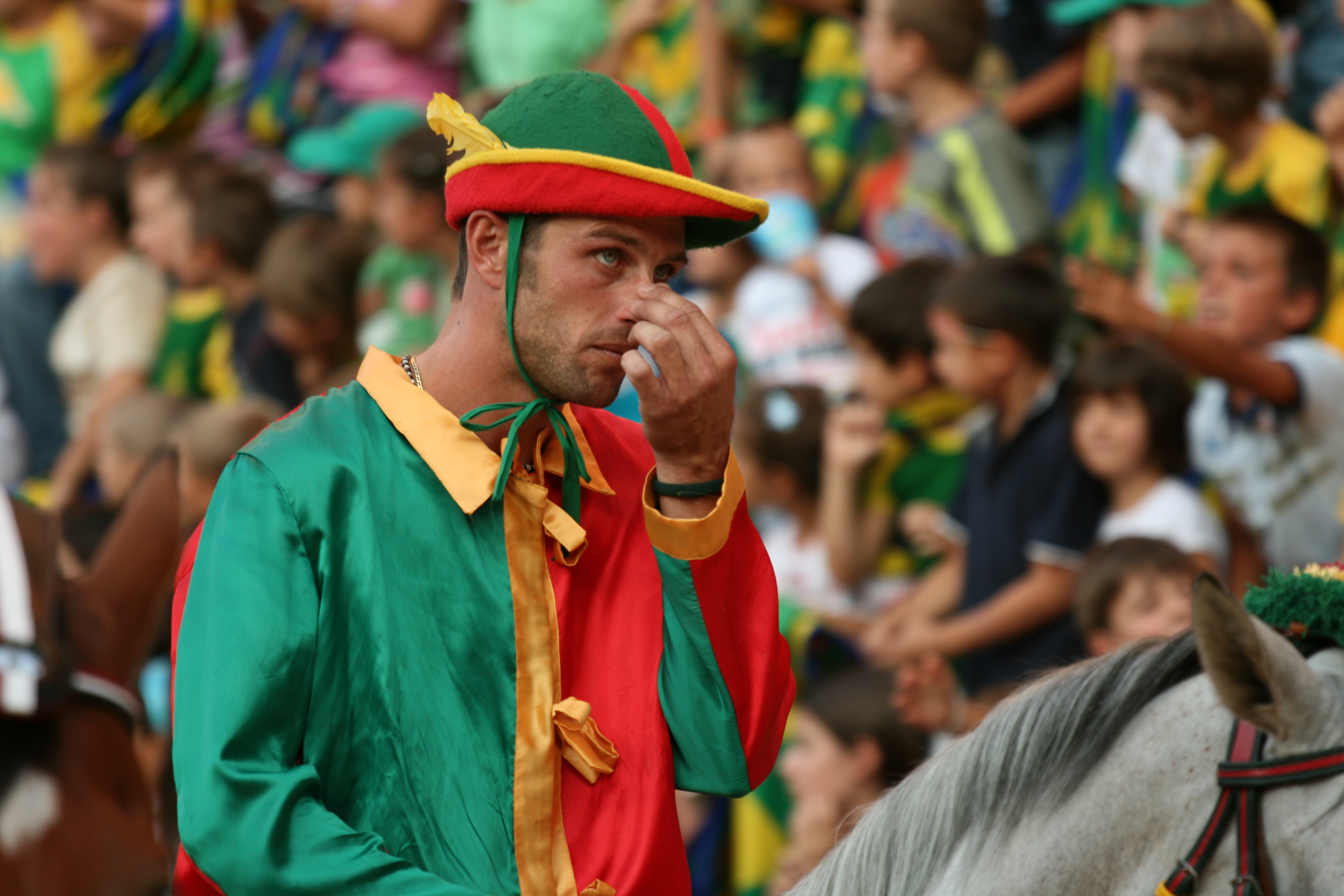
Sgaibarre su Fedora Saura in occasione di una prova del Palio del 16 agosto 2007, per i colori del Drago.

Ha esordito in Piazza del Campo nel luglio 2003, vincendo, con i colori della Selva, montando il cavallo Zodiach. In realtà il suo vero esordio avrebbe dovuto essere nell'agosto 2002, ma il suo cavallo Brento si infortunò durante la mossa non potendo più partecipare alla carriera (sempre a difesa dei colori della Selva).
In totale le partecipazioni di Sgaibarre al Palio di Siena sono undici, e in cinque è caduto dal cavallo. Nel 2011 invece non partecipa per infortunio del cavallo Messi durante una prova.

## Soprannome
Gli è stato dato il soprannome di Sgaibarre in onore di Pietro Fanetti (detto "Pietrino il vetraio"), un caratteristico personaggio del rione di Vallepiatta morto nel 1983 che alcuni chiamavano appunto sgaibarre: termine che deriva dalla contrazione tra "sgai" (da sguainato, sgangherato) e "barre" (termine senese che indica l'osteria, la locanda, cioè i luoghi che Fanetti frequentava spesso).

## Presenze al Palio di Siena
Le vittorie sono evidenziate ed indicate in neretto.
| Palio          | Contrada     | Cavallo      | Note      |
| -------------- | ------------ | ------------ | --------- |
| 16 agosto 2002 | Selva        | Brento       | Non corre |
| 2 luglio 2003  | Selva        | Zodiach      |           |
| 16 agosto 2003 | Leocorno     | Brento       | scosso    |
| 2 luglio 2004  | Pantera      | Zodiach      |           |
| 16 agosto 2004 | Selva        | Zodiach      |           |
| 2 luglio 2005  | Torre        | Donnaiuolo   | scosso    |
| 16 agosto 2005 | Valdimontone | Alesandra    |           |
| 2 luglio 2006  | Valdimontone | Didimo       | scosso    |
| 2 luglio 2007  | Drago        | Gezabele     | scosso    |
| 16 agosto 2007 | Drago        | Fedora Saura | scosso    |
| 2 luglio 2008  | Selva        | Choci        |           |
| 16 agosto 2009 | Chiocciola   | Leo Lui      |           |

## Presenze al Palio di Asti
| Palio | Rione, Borgo, Comune  | Cavallo       | Piazzamento                                                 |
| ----- | --------------------- | ------------- | ----------------------------------------------------------- |
| 2008  | Comune di Baldichieri | Gabaleone III | 6°                                                          |
| 2009  | Comune di Baldichieri | Carlo Magno   | eliminato in batteria                                       |
| 2014  | Comune di Baldichieri |               | sostituito in finale da Mattia Chiavassa - non classificato |

## Presenze al Palio di Fucecchio
Di seguito, la scheda delle presenze di Sgaibarre al Palio di Fucecchio.
| Palio          | Contrada    | Cavallo           | Piazzamento           | Note                  |
| -------------- | ----------- | ----------------- | --------------------- | --------------------- |
| 10 giugno 2001 | Botteghe    | Venerdì           | Eliminato in batteria | Non conclude i 3 giri |
| 23 maggio 2004 | Borgonovo   | Varco II (scosso) | Eliminato in batteria |                       |
| 21 maggio 2006 | San Pierino | Falco Doglia      | Vittoria              |                       |
| 19 maggio 2009 | San Pierino | Goldhoff (scosso) | Eliminato in batteria |                       |